# بیورتون کراسرودز (ایلینوی)
بیورتون کراسرودز (به انگلیسی: Beaverton Crossroads) یک منطقهٔ مسکونی در ایالات متحده آمریکا است که در شهرستان بونی، ایلینوی واقع شده‌است. بیورتون کراسرودز ۲۸۷٫۱۳ متر بالاتر از سطح دریا واقع شده‌است.